# خانه فخرالدوله
خانه فخرالدوله مربوط به دوره قاجار است و در تهران، دروازه شمیران، خیابان ابن سینا، خیابان مشکی (فخر آباد) واقع شده و این اثر در تاریخ ۲۵ مهر ۱۳۸۳ با شمارهٔ ثبت ۱۱۲۱۴ به‌عنوان یکی از آثار ملی ایران به ثبت رسیده است.